# Maria Maddalena de' Pazzi
Maria Maddalena de' Pazzi, al secolo Caterina Lucrezia (Firenze, 2 aprile 1566 – Firenze, 25 maggio 1607), è stata una religiosa carmelitana, proclamata santa da papa Clemente IX il 22 aprile 1669.
Visse spesso una profonda meditazione della Sacra scrittura riflettendo particolarmente sulla Trinità. Le sue consorelle annotarono le sue parole, i suoi gesti e molte lettere (solo alcune furono inviate ai destinatari), finalizzate alla riforma della Chiesa in relazione con l'opera di rinnovamento promossa dal Savonarola. La sua spiritualità influenzò profondamente la società fiorentina del Seicento, ma il suo magistero spirituale segnò l'arte e la storia della mistica, fino a marcare alcune figure come la Serva di Dio Leonora Ramirez de Montalvo e Diomira Allegri di Firenze o la venerabile Rosa Maria Serio di Fasano.

## Biografia

### L'infanzia

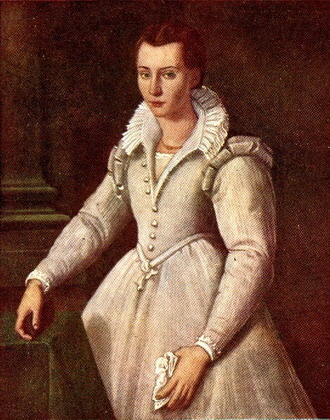
Caterina de' Pazzi a sedici anni, prima di entrare in Carmelo; ritratto di Santi di Tito

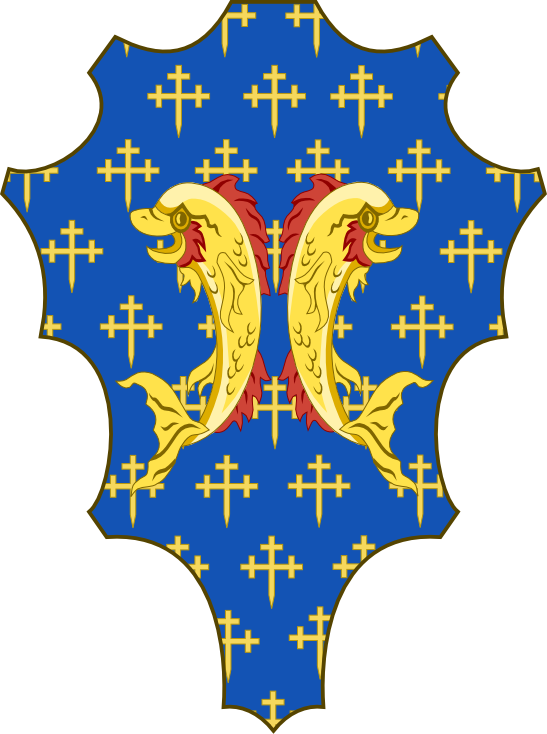
Stemma dei Pazzi

Nata in una delle famiglie più in vista della nobiltà fiorentina, da Maria Buondelmonti e da Camillo di Geri de' Pazzi, Maddalena era la secondogenita, battezzata come Caterina Lucrezia, anche se era comunemente chiamata con il secondo nome in onore della nonna paterna. Aveva tre fratelli: Geri, Alamanno e Braccio.
Nella sua infanzia respirò l'atmosfera raffinata di una casa patrizia, come lei stessa ebbe a ricordare: «Amo per natura la grandezza, e non le cose brutte, ma ricche e belle» (PRO I, 68-69).
Di carattere schivo e timido, fu seguita da due gesuiti, Rossi e Blanca, come confessori e direttori. Essi la introdussero al Cristianesimo e la educarono alla preghiera. Più tardi, sarebbe stata seguita al Carmelo dal celebre padre gesuita Virgilio Cepari, più tardi redattore di una sua biografia e della biografia di S. Luigi Gonzaga SJ. In due periodi (dal 25 febbraio 1574 al 1578 e dal 16 marzo 1580 al maggio/agosto 1581) fu educanda in San Giovannino dalle Dame di Malta.
A partire dal maggio 1581, mentre il padre era governatore a Cortona, esiste la possibilità che sia vissuta per qualche tempo nel monastero cortonese delle Poverelle del Terzo Ordine di San Francesco.
Tale esperienza potrebbe aver influenzato i tratti francescani della sua vita, il suo amore per la povertà e il perché, più tardi, avrebbe chiamato Francesco "serafico padre" (PRO II, 222) e Chiara "sua avvocata" (PRO I, 198).

### La vita monastica
(QG 82)

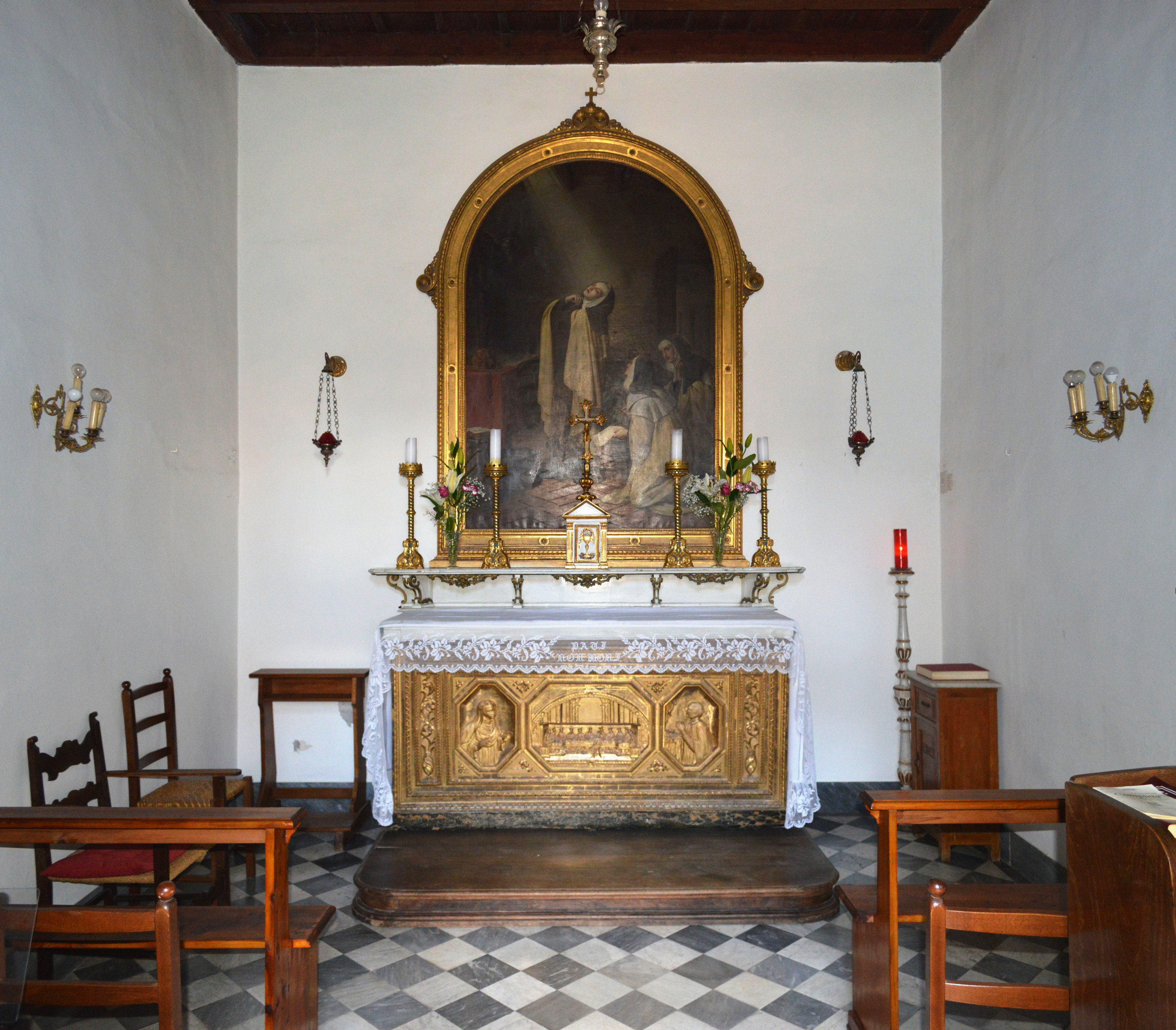
La cella di Maria Maddalena de' Pazzi presso il monastero di Cestello, successivamente adibita a cappella.

A soli sedici anni scelse di diventare monaca carmelitana, entrando nel monastero di Santa Maria degli Angeli (a cui fu aggiunto posteriormente Santa Maria Maddalena de' Pazzi) in Oltrarno (27 novembre 1582), prendendo nome Maria Maddalena.
Il Carmelo di Santa Maria degli Angeli fu il primo ad accogliere ufficialmente le donne alla professione nell'Ordine del Carmelo, grazie alla Bolla Cum nulla del 7 ottobre 1452, a firma di Niccolò V, durante il generalato del Soreth.
Oggi solo il sito ambientale, occupato dal locale seminario, è ancora in San Frediano in Cestello, mentre il suo Carmelo (Santa Maria degli Angeli e Santa Maria Maddalena dei Pazzi) si trova in zona Careggi.
Questo monastero, sotto la guida di don Leone Bartolini e madre Arcangela Del Garbo, iniziò a collocarsi nell'ambito dei circoli savonaroliani, fatto testimoniato anche dalla presenza, sotto l'altar maggiore, della sepoltura del corpo di Maria Bartolomea Bagnesi, era dedito all'impegno evangelico e di serietà esistenziale.
I primi cinque anni di vita monastica di Maddalena sono quelli maggiormente documentati, grazie all'impegno delle sue consorelle nel conservare e redigere i suoi diari, lettere, appunti e discorsi, sebbene alla realtà storica si sia col tempo sovrapposto, consapevolmente o meno, un velo di drammatizzazione. 
I processi attestano ampiamente simili opzioni: «Come Sr. Maria Maddalena haveva proferito un periodo, quella monaca che l'haveva tenuto a mente lo dettava a una di quelle che scrivevono et mentre quella scriveva un'altra teneva a mente quello che seguitava di dire et lo dettata et ricordava a un'altra di quelle che scrivevono; et così seguitavono…e ciascuna faceva il numero al periodo che haveva scritto, cioè: la prima il numero uno, la seconda il numero dua, la terza il numero tre et poi ripigliava la prima il numero quattro et così seguitavono di un in uno per ordine.» (Processus).
Il loro lavoro è la fonte principale della conoscenza di Maddalena e ciò spiega il loro particolarissimo genere letterario che conserva il vigore e i limiti dell'oralità.
Più tardi, alla scuola di santa Caterina da Siena e del Savonarola, Maddalena si convinse di dover partecipare alla "rinnovazione della Chiesa" dettando delle lettere, più che nel tracciato disciplinare del Concilio di Trento, sulla falsariga di un profondo ritorno al Vangelo, esortando e ammonendo tutte le vocazioni ecclesiali ed ecclesiastiche ad una maggiore autenticità di vita.
Dettò alcune lettere per papa Sisto V e ai cardinali della curia romana. Tre lettere furono indirizzate all'arcivescovo di Firenze Alessandro de' Medici, a cui pare abbia predetto il brevissimo pontificato (di ventuno giorni).
Già vicaria per l'accoglienza delle giovani che venivano in foresteria (1586-1589), fu coinvolta, a vario titolo, nella formazione delle giovani dal 1589 al 1607 e sottopriora dal 1604 al 1605.
Ammalatasi, passò gli ultimi tre anni della sua vita in precarie condizioni sia fisiche che mentali, morendo il 25 maggio 1607 a quarantun anni.

## Culto e canonizzazione
Ancora in vita veniva considerata una santa vivente per la comunità religiosa e laica fiorentina.
Nel 1611 iniziarono i processi per la beatificazione. L'8 maggio 1626 fu proclamata beata da Urbano VIII e il 28 aprile 1669 fu canonizzata da Clemente IX. La sua memoria liturgica ricorre il 25 maggio.
Le sue spoglie vennero trasferite in Borgo Pinti, in quella che sarà dedicata a lei come chiesa di Santa Maria Maddalena de' Pazzi, a seguito del trasferimento di tutto il monastero. Nel 1888, a seguito di un nuovo trasloco, vennero spostate nel monastero di santa Maria Maddalena dei Pazzi a Careggi, dove tuttora si trovano sotto la cura di consorelle carmelitane. Molte monache di questo monastero furono conosciute per la loro vita e le loro opere, a partire dalla venerabile madre Minima di San Filippo (Camilla Strozzi 1617-1672); Camilla (1598-1666) e Clarice (1609-1665) Barberini.

## La questione delle "estasi"

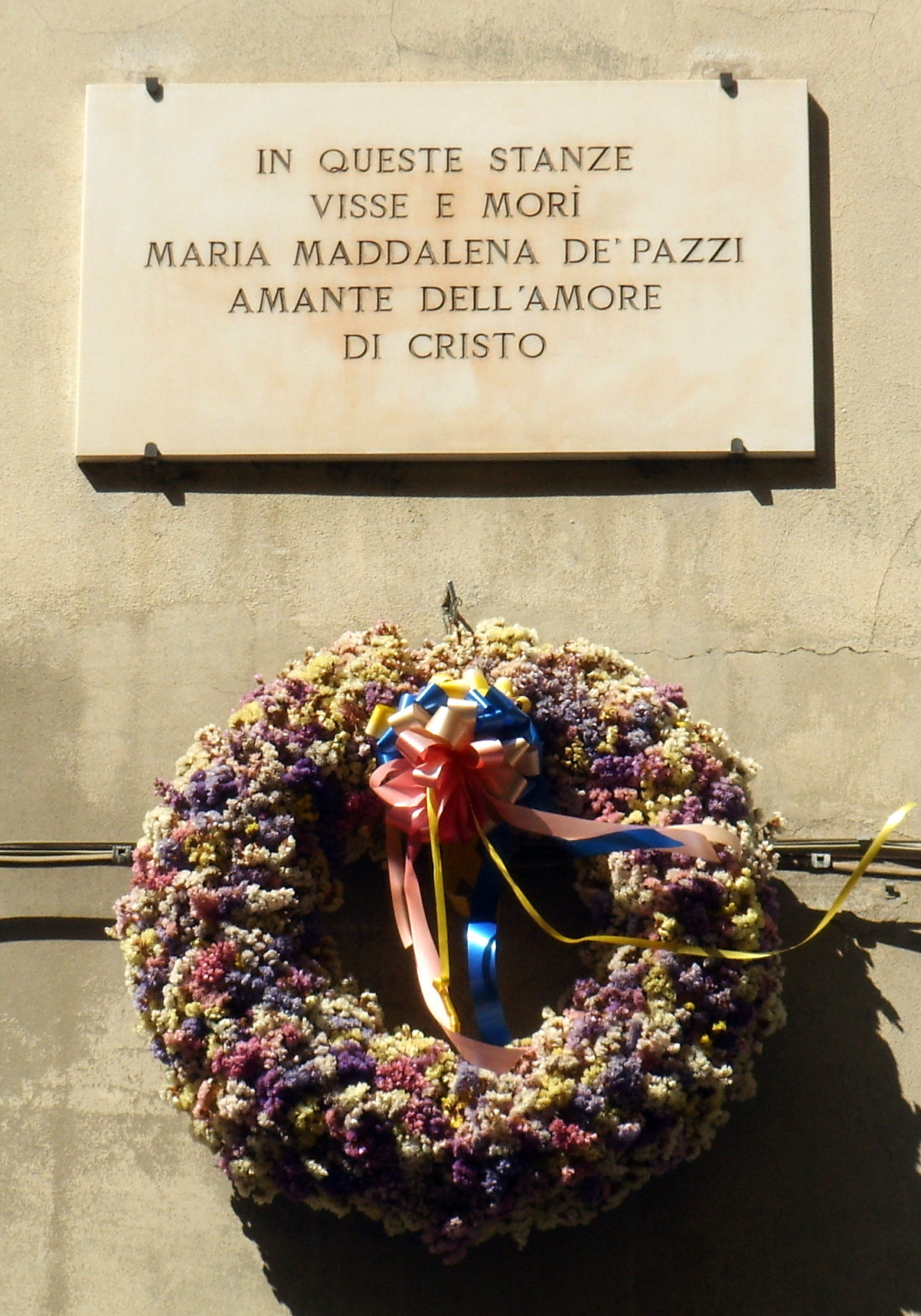
La targa che ricorda la santa, sulla facciata prospiciente borgo San Frediano del seminario maggiore arcivescovile fiorentino

Nel Carmelo fiorentino circolavano da tempo testimonianze e fonti manoscritte su donne celebri e stimate come Caterina de' Ricci da Prato, terziaria regolare domenicana e Bartolomea Bagnesi, laica consacrata nell'Ordine dei Domenicani, ma non terziaria (il cui confessore era dal 1563, lo stesso governatore del monastero), riguardanti esperienze mistiche da queste vissute. L'idea che un intenso percorso spirituale culminasse con qualche tipo di manifestazione esteriore non era estranea alla cultura religiosa del tempo, il che la rendeva temuta, ma attesa come sigillo di un intervento divino. Solo rari autori, come Giovanni della Croce, avrebbero chiaramente scritto e predicato che le "estasi" non sono affatto essenziali per una seria avventura spirituale.
«Nel contesto cinquecentesco, visioni e rivelazioni erano parte integrante della vita religiosa. Un contesto in cui il visionario è presenza ordinaria nella società, le sue funzioni, in un certo qual modo, vengono a sovrapporsi, anche se non a confondersi, con quella mediazione istituzionale offerta dal clero» (A. Gentili – M. Regazzoni, La spiritualità della riforma cattolica, 1993).
Tuttavia, bisogna tenere conto che, già dai tempi del Concilio di Trento, alle donne era negata la possibilità di affrontare dibattiti in materia in pubblico, così come era loro negato lo studio teologico. La pretesa di ricevere visioni per grazia divina poteva quindi essere un modo per sfuggire al vincolo sociale, sebbene ottenere l'attestazione della veridicità della manifestazione divina dalla Curia fosse estremamente difficile.   
Secondo il giudizio delle consorelle di Maddalena, fattori temperamentali come la timidezza e la giovane età, avrebbero frenato la libera espressione della giovanissima carmelitana se, da un punto di vista credente, non ci fossero state le "estasi" (PRO II, 548).
Singole frasi delle sue meditazioni, estrapolate dal contesto di origine, sono diventate oggetto di un lavoro di teatro musicale del compositore italiano Salvatore Sciarrino dal titolo Infinito Nero (1998) per mezzosoprano e ensemble. Una delle visioni della santa fiorentina è alla base del Sanguis Christi, composizione ideata da Gian Lorenzo Bernini.

### Antologie
- Santa Maria Maddalena de' Pazzi, Dio sempre s'inclina, C. Vasciaveo (ed.), prefazione card. G. Betori, Padova, Edizioni Messaggero Padova, 2021 [da testi in edizione critica], EAN 9788825052664.
- Maria de' Bagnesi "Carissima in Cristo Jesu" Profilo e Antologia, C. Vasciaveo (ed.), prefazione card. G. Betori, Firenze, Pagnini, 2022, EAN 9788882515478.
- Santa Maria Maddalena de' Pazzi, "Per rinnovare la Sposa Chiesa". Le dodici lettere, C. Vasciaveo (ed.), Firenze, Pagnini, 2016.
- S. Maria Maddalena de' Pazzi, Se Dio è comunicativo. Il rinnovamento della Chiesa nella fede di una donna., C. Vasciaveo (ed.), Siena, Cantagalli, 2001/2009.
- Nicola Gori, Nel deserto hai parlato al mio cuore. Pensieri scelti di S. Maria *Maddalena de' Pazzi, Siena, Cantagalli, 2006.
- "...come un agnello condotto al macello" (Is 53,7). La passione di Gesù in santa Maria Maddalena de' Pazzi, Perugia, Graphe.it edizioni, 2006.

### Testi in edizione critica
- Santa Maria Maddalena de' Pazzi, Probatione C. Vasciaveo (ed.), Firenze, Pagnini, 2025.
- Santa Maria Maddalena de' Pazzi, Lettere e Detti, C. Vasciaveo (ed.), Firenze, Pagnini, 2024.
- Santa Maria Maddalena de' Pazzi, Colloqui I, C. Vasciaveo (ed.), Firenze, Pagnini, 2023.
- Santa Maria Maddalena de' Pazzi, Quaranta Giorni, C. Vasciaveo (ed.), Firenze, Pagnini, 2016.
- Santa Maria Maddalena de' Pazzi, Revelatione e Intelligentie, C. Vasciaveo (ed.), Firenze, Pagnini, 2016.

### Testi secondo la copia ufficiale dell'archivio monastico
- Santa Maria Maddalena de' Pazzi, Tutte le Opere, I-VII, Firenze, 1960-1966, secondo la sequenza:
  - Quaranta giorni, I, Firenze, 1960 (QG);
  - Colloqui II-III, Firenze, 1961 (CO I) e 1963 (CO II);
  - Revelatione e Intelligenze, Firenze, 1964 (RE);
  - Probatione, V-VI, Firenze, 1965 (PRO I - PRO II);
  - Renovatione della Chiesa, VII, Firenze, 1966 (RC).

### Biografie
- Chiara Vasciaveo, S. Maria Maddalena de' Pazzi. Il campanuzzo di Dio, Siena, 2010.
- Nicola Gori, Maria Maddalena de' Pazzi. L'impazienza dell'amore di Dio, Cinisello B., San Paolo, 2003.
- Gesualda (Adelaide) Sardi, La Santa di Firenze presentata principalmente a suoi concittadini nel terzo centenario della sua mor te, Firenze, Libreria L. Manuelli, 1906.
- Vincenzio Puccini, Vita della Beata Maria Maddalena de' Pazzi, Vergine Nobile Fiorentina, Monaca nel Munistero di Santa Maria de gl' Angioli in Borgo San Fridiano (oggi in Pinti) di Firenze, dell'Ordine Carmelitano Osservante. Raccolta, e descritta dal signor D. Vincenzio Puccini, Confessore, e Governatore di detto Munistero. Ridotta in miglior' ordine, con aggiunta di molte azzioni virtuose, e mirabili, cavate da i Processi formati per la sua Canonizazione. Et in questa quinta edizione dedicata alle M.M. Suor Innocenzia, E S. Mariagrazia Barberini Nipoti di Nostro Signore Urbano VIII, Florence, nella Stamp. di Gio. Batista Landini, 1609.

### Meditazioni
- Sr. Paola Maria dello Spirito Santo, S. M. Maddalena de’ Pazzi, Firenze, Nerbini, 2012
- G. Tuveri, La santa fiamma. Sulle orme di S. Maria Maddalena de' Pazzi, Firenze, Nerbini,  2016.
- Divo Barsotti, Il mio cammino con santa Maria Maddalena de' Pazzi, C. Vasciaveo (ed.), Firenze, Nerbini, 2008.

### Studi
- C. Vasciaveo, Manoscritti ed edizioni dei Colloqui di santa Maria Maddalena de’ Pazzi, in Teresianum 2/73 (2022) 557-589.
- C. Vasciaveo, Una figlia spirituale di S. Maria Maddalena de’ Pazzi in Puglia: Ven. Rosa Maria Serio, in Mysterion, 14 (2021/2), 226-252.
- Chiara Vasciaveo, Virgilio Cepari S.I. e la Compagnia di Gesù al Carmelo fiorentino di S. Maria Maddalena de’ Pazzi, in «Ignaziana», 35 (2021), 183-212.
- Laura Quadri, Una fabula mystica nel Seicento italiano: Maria Maddalena de' Pazzi e le Estasi (1609-1611), Firenze, Olschki, 2020.
- Chiara Vasciaveo, Le Vite storiche di santa Maria Maddalena de’ Pazzi, in Teresianum 2/71 (2020) pp. 289–324.
- Chiara Vasciaveo, «C'è una gran carestia di buon Pastori». Il carteggio tra il Carmelo di santa Maria Maddalena de’ Pazzi e don Leone Bartolini (1557-1572), in Vivens Homo 2 (2020) pp. 327–349.
- Chiara Vasciaveo, La beata domenicana Maria Bagnesi nel Carmelo fiorentino di S. Maria Maddalena de’ Pazzi, in Mysterion 2 (2020) pp. 271–291.
- Chiara Vasciaveo, Il commento al Cantico del domenicano Capocchi nel vissuto spirituale di santa Maria Maddalena de’ Pazz i, in Teresianum 1/70 (2019) pp. 79–106.
- Chiara Vasciaveo,  Il Carmelo di Santa Maria degli Angeli e di S. Maria Maddalena de' Pazzi centro di culto savonaroliano a Firenze, in Vivens Homo 1 (2018) pp. 127–143.
- Anna Scattigno, La costruzione di un profilo di santità femminile nella Firenze del XVII secolo, in Annali di Storia di Firenze 8 (2013) pp. 145–170.
- Chiara Vasciaveo, Una storia di donne. Il Carmelo di Santa Maria degli Angeli e di S. M. Maddalena de' Pazzi, Roma, 2013.
- «...in noi una fonte di acqua viva». Mistica e profezia in S. Maria Maddalena di Firenze, in Horeb 46 (2007) n. 1.
- Chiara Vasciaveo, Radici ecclesiali dell'esperienza mistica di Maria Maddalena di Firenze. Note introduttive sulla biblioteca monastica, in Synaxis 1 (2006) pp. 41–86.
- Chiara Vasciaveo, Radici ecclesiali di una significativa esperienza mistica, in L'Osservatore Romano, 15 novembre 2006, p. 4.
- Chiara Vasciaveo (ed.), Danzare al passo di Dio. S. M. Maddalena di Firenz e, Siena, Cantagalli, 2006.
- Anna Scattigno, Una comunità testimone. Il monastero di Santa Maria degli Angeli e la costruzione di un modello di professione religiosa, in G. Pomata - G. Zarri (edd.), I monasteri femminili come centri di cultura fra Rinascimento e Barocco, Roma, Ed. di Storia e Letteratura, 2005, pp. 175–189.
- Ermanno Ancilli, Santa Maria Maddalena de’ Pazzi. Estasi - dottrina - influsso, Roma, Studium, 1967.

### Tesi
- Ermanno Ancilli, OCD, S. M. Maddalena de' Pazzi. Estasi - Dottrina - Influsso, Roma, Teresianum, 1967.
- Lucia Antonioli, «Lo Spirito e la Sposa dicono: Vieni Signore Gesù!». Lo Spirito Santo nella vita e nel pensiero di Santa Maria Maddalena de' Pazzi, Tesi di Licenza in Teologia Dogmatica, Gregoriana, pro manuscripto, Roma, 1999-2000.
- (EN)  Charlò Camilleri, Union with God as Transformation in Beauty. A Literary-Spiritual Analysis of the Colloquies of Santa Maria Maddalena de' Pazzi (1566-1607), Tesi di laurea in Teologia Spirituale, Gregoriana, pro manuscripto, Roma, 2007.
- (PL)  G. Doniec, Swieta Maria Magdalena de' Pazzi w barokowym Krakowie czyli analiza «Lilii Florenckiej albo cudownego Zywotu serafickiej panny… », Tesi di laurea, prof. W. Walecki, Università Jagellonica - Facoltà di Lettere, Polonistica, Kraków, 2007.
- Francesca Monti, I Colloqui di Santa Maria Maddalena de' Pazzi: documento di “parlato riportato” fiorentino cinquecentesco, Tesi di laurea Facoltà di Lettere e Filosofia - Laurea Specialistica in Linguistica, Libera Università M. SS. Assunta, Roma, 2006.
- Eva Serena, Maria Maddalena de' Pazzi e l'espressione dell'estasi, Tesi di laurea Facoltà di Lettere, Padova, 2005.
- Bruno Secondin, Santa Maria Maddalena de' Pazzi. Esperienze e dottrina, Edizioni Carmelitane 1974 (2 ed: 2007), ISBN 978-88-7288-099-9
- Tiziana Zaninelli,  S. Maria Maddalena de' Pazzi e l'ambiente in cui visse, Tesi di licenza in Lettere, Università di Friburgo, pro manuscripto, Locarno, 1986, p. 158.

### Conferenze
- Charlò Camilleri, Desiderio e passione. L'amore di Dio nell'esperienza mistica di santa Maria Maddalena de' Pazzi, Perugia, Graphe.it edizioni, 2007, ISBN 978-88-89840-19-1
- Bruno Secondin, Santa Maria Maddalena de' Pazzi. Una mistica che sa ascoltare e annunziare, Perugia, Graphe.it edizioni, 2007, ISBN 978-88-89840-14-6